# ナッティ・ドリームランド
ナッティ・ドリームランド（The Nutty Squirrels Present）は、1960年9月に番組販売で放送されたアメリカ合衆国（東ヨーロッパ）のテレビアニメ。日本では1963年9月21日から1964年10月25日までNETテレビ（テレビ朝日）で放送された（途中中断あり）。雪印乳業（現：雪印メグミルク）の一社提供。

## 日本語版の放送時間
| シーズン | 放送期間   | 放送期間   | 放送時間（JST）   |
| -------- | ---------- | ---------- | ----------------- |
| 1        | 1963.09.21 | 1964.05.23 | 土曜18:15 - 18:45 |
| 2        | 1964.09.23 | 1964.10.25 | 日曜18:00 - 18:30 |

## キャスト
いずれも、メガネのリスとベレー帽のリスの声を担当。

### 英語版
- アレクサンダー・サスチャー・バーランド
- ドン・エリオット

### 日本語版
- 四代目桂米丸
- 小原乃梨子

## エピソード
- 羊飼いの笛 / 石像の秘密（1963年11月16日）